# Погостское (озеро, Беларусь)
Пого́стское (Погост; бел. Паго́сцкае) — озеро в Пинском районе Брестской области Белоруссии. Относится к бассейну реки Бобрик, верхнего притока Припяти.
Озеро Погостское расположено в 25 км к северо-востоку от города Пинск и в 0,1 км к юго-западу от деревни Погост-Загородский. С западной стороны к водоёму примыкает крупное водохранилище Погост, отделённое дамбой. Высота над уровнем моря составляет 134,9 м
До создания водохранилища озеро обладало значительно большими размерами. В настоящий момент площадь зеркала составляет 0,87 км². Наибольшая глубина — 1,6 м, средняя — 1 м. Длина — 1,42 км, наибольшая ширина — 1,1 км. Длина береговой линии — приблизительно 5,2 км. Объём воды в озере — 0,88 млн м³. Площадь водосбора — 711 км².
Склоны котловины высотой до 5 м, пологие, песчаные. Берега преимущественно низкие, песчаные, местами поросшие кустарником и редколесьем. Зарастание водоёма незначительно. В восточной части озера имеется длинная узкая протока, сообщающаяся с рекой Бобрик.
До заполнения водохранилища через озеро протекала река Вислица.
В озере водятся карась, лещ, карп, щука, плотва, краснопёрка, окунь и другие виды рыб. Производится промысловый лов рыбы. Организовано платное любительское рыболовство.
В окрестностях озера присутствует несколько археологических памятников, имеющих статус республиканских историко-культурных достопримечательностей:
- Стоянка периода неолита (IV—III тысячелетия до н. э.), расположенная на острове.
- Стоянка периода неолита — бронзового века (III—II тысячелетия до н. э.), расположенная между берегом озера и руслами рек Вислица и Бобрик.
- Стоянка периода неолита (IV—III тысячелетия до н. э.), расположенная на северо-западном берегу.